# Vladislav Timakov
Vladislav Borisovič Timakov (in russo Владислав Борисович Тимаков?; 20 luglio 1993 – 6 settembre 2015) è stato un pallanuotista russo, morto a 22 anni in Bulgaria per un malore durante un allenamento della sua squadra, il Sintez Kazan.